# Boletina shirozui
Boletina shirozui är en tvåvingeart som beskrevs av Saigusa 1968. Boletina shirozui ingår i släktet Boletina och familjen svampmyggor.
Artens utbredningsområde är Taiwan. Inga underarter finns listade i Catalogue of Life.